# Economia col·laborativa
L'economia col·laborativa és un model econòmic que es fonamenta sobre una xarxa d'individus i comunitats connectades d'igual a igual (P2P, de l'anglès peer-to-peer), en contraposició a les institucions centralitzades. Parteix de la compartició de béns comuns —espais i habilitats— a fi d'obtenir un benefici econòmic, monetari o no.
Es basa habitualment en plataformes digitals que estableixen un marc on els usuaris poden interactuar entre ells o/i amb la mateixa plataforma. Els usuaris seleccionen el paper que desitgen en cada moment, o diversos rols simultàniament (per exemple: venedor i comprador) dins d'un sistema distribuït i dinàmic. Normalment, hi ha un mecanisme d'avaluació entre usuaris, mitjançant el qual adquireixen una reputació, i amb ella, la confiança necessària per seguir duent a terme l'activitat que desitgin.
Actualment podem considerar que els trets fonamentals d'aquest sector es basen en un conjunt de propietats i característiques força definits. Normalment presenten una combinació significativa dels següents elements:
1. Accés: es basen en l'accés lliure dels usuaris i les usuàries al servei i la informació que es genera, ja sigui per a l'ús, intercanvi, consum o producció entre ells.
2. Participació: permeten la contribució, l'intercanvi o la producció entre iguals, de manera lliure i voluntària (en els millors casos protegint la privacitat o fins i tot anonimat de les persones).
3. Motivació: fomenten la motivació individual, que pot incloure la dinerària (o al voltant d'un recurs, compensació en espècies o contraprestació), però també la col·lectiva envers uns valors compartits; la relació amb altres persones o la contribució a béns comuns.
4. Apropiació: ofereixen o generen recursos compartits amb llicències clares de reutilització, ja sigui per a permetre obres derivades, o fins i tot una reutilització que generi noves oportunitats econòmiques i capital social (sense malmetre el bé compartit).
5. Dades: fruit de la seva activitat i evolució, les dades que generen el projectes sobre la base de l'activitat dels participants són de lliure disposició, i en comptes d'usos no ètics o extractius (explotació, venda, etc.) estan disponibles com un bé comú més, fomentant la transparència.
6. Governança: habiliten mecanismes participatius de presa de decisions -ja siguin centralitzats o distribuïts-, de manera que permeten fórmules de col·laboració en la direcció del projecte o fins i tot en la seva propietat col·lectiva.

Des d'un punt de vista econòmic, el compliment d'alguns d'aquests criteris permeten incloure per una banda plataformes que basen el seu funcionament a extreure valor dels usuaris i monetitzar les seves interaccions, generen models de negoci on el rol principal és el del consumidor proactiu (plataformes que per tant es pot considerar s'emmarquen dins del concepte de consum col·laboratiu). Per una altra banda, també inclou com a exemples d'economia col·laborativa plataformes procomuns que compleixen amb més d'aquests criteris i el sentit original del terme col·laboració (dins el món digital) vinculat a iniciatives de programari lliure, coneixement lliure o projectes de xarxa oberta.